# لمناس
لمناس (به فرانسوی: Lompnas) یک کمون در فرانسه است که در Canton of Lhuis واقع شده‌است.

## خصوصیات
لمناس ۱۲٫۶۹ کیلومترمربع مساحت و ۱۵۷ نفر جمعیت دارد و ۶۵۰ متر بالاتر از سطح دریا واقع شده‌است.